# Hydra (rod)
Hidre su ime jednog roda iz koljena žarnjaka. To su sitne životinjice duge do 2 cm koje uglavnom žive u slatkim vodama (barama), a iznimno i u bočatoj vodi. Drže se često pričvršćene za biljke i hrane se planktonom.
Ove životinje imaju vrlo nisku razinu podnošenja teških metala, posebice kadmija, pa se nihov izostanak u nekim vodama smatra značajnim prirodnim pokazateljem zagađenosti tih voda. 

## Građa tijela
Stijenka tijela hidre sastoji se od tri sloja: vanjski sloj (ektodermna epiderma), unutrašnji sloj (entodermni gastroderm) i srednji sloj između ova dva, tzv. mezoglej, želatinozna masa koja, za razliku od prva dva sloja, nije građena od stanica i daje određenu čvrstoću tijelu životinje. U ektodermu su osjetilne stanice koje podražaje iz okoline predaju dalje živčanim stanicama koje su poput mreže smještene unutar mezogleja.
U ektodermu su pored osjetilnih i žarne stanice koje izbacivanjem žarne niti uštrcavaju nervni otrov u lovinu. Žarne stanice se ne obnavljaju, a kako se žarna čahura i u njoj smještena žarna nit mogu koristiti samo jednom, kod njihovog korištenja žarna stanica ostaje neoštećena, i tvori novu čahuru i nit. Na jednoj lovki, kojih je od četiri do dvadeset, a nalaze se oko jedinog otvora na tijelu hidre, je između 2500 i 3500 žarnih čahura. 
Najveći dio stanica ektoderma su epitelne mišićne stanice koje su jednim bazalnim nastavkom pričvršćene u mezoglej koji tijelu daje čvrstoću. Te mišićne stanice grade uzdužne mišićne slojeve duž tijela polipa. Na podražaj tih stanica, polip se može brzo zgrčiti. I u entodremnom sloju su mišićne stanice koje i preuzimaju hranjive tvari. No one su, za razliku od ektodermnih, složene poprečno, tako da se kod njihove kontrakcije tijelo polipa izdužuje.
Unutrašnji sloj, entodermni gastroderm, okružuje unutrašnju šupljinu po kojoj je cijelo natkoljeno ovih životinja dobilo ime mješinci. Ova šupljina ili mješina ima ulogu probavnog trakta, pa su u stijenki pored mišićnih stanica koje preuzimaju hranjive tvari, smještene i specijalizirane stanice koje luče probavne sokove. 
Pored navedenih, i u ektodermu i u entodermu se nalaze tzv. "nadomjesne stanice", koje se po potrebi mogu preobraziti u druge stanice, ili na primjer "proizvoditi" spermije ili jajašca. Većina polipa su dvospolci. 

### Živčani sustav
Hidra, kao i svi ostali žarnjaci, ima mrežasti živčani sustav. Stanice imaju zrakasti oblik, a međusobno su povezane vrhovima zraka, pa čine (otuda ime) mrežu. Ne postoje centri za koordinaciju kao što su ganglije ili mozak. No ipak imaju veću učestalost živčanih stanica i njihovih nastavaka u području oko usnog otvora.

## Ishrana i probava
Hidre se hrane sitnim životinjicama koje žive kao plankton i drugim malenim životinjama koje žive u vodi. Hvataju ih uz pomoć lovki. Ako neka životinjica dotakne neku od lovki, izbačene žarnice ih svojim nervnim otrovom umrtve. Žarne čahure imaju maleni nastavak koji na dodir otvara "poklopčić" i žarna nit izlijeće van iz čahure, prodire u žrtvu i oslobađa otrov koji ju paralizira. Proces izbacivanja žarne niti traje samo oko 3 milisekunde. Nakon toga, lovke se savijaju i pokreću žrtvu prema usnom otvoru. Dalje plijen dalje ide u gastrovaskularni trakt polipa, gdje ju probavi sekret koji luče stanice u tom području, a mišićno-hranidbene stanice preuzimaju hranjive tvari. Neprobavljeni ostatci izbacuju se ponovo na isti otvor van iz mješinice.

## Kretanje
Polipi se mogu kretati skupljanjem i pružanjem, slično kao gusjenice. Tijelo se naginje u stranu dok područjem oko usnog otvora i lovkama ne dotakne podlogu. Tada se uz pomoć jednog oblika stanica srodnih žarnim stanicama prihvate za podlogu. Donji dio tijela se privuče, a tijelo se zatim ponovo uspravi.
Kod kretanja prebacivanjem, životinja se lovkama prihvaća za podlogu, a tijelo prebaci s jedne na drugu stranu i ponovo se uspravlja. Na taj način, polip može prevaliti oko 2 centimetra dnevno. Hidra se može kretati i uz pomoć tvorbe zračnog mjehura na stopalnoj žlijezdi.

## Razmnožavanje
Za razliku od drugih žarnjaka, hidre nemaju generaciju meduza. Pojavljuju se samo u obliku polipa i ne postoji smjena generacija. Hidre se mogu razmnožavati nespolno, pupanjem, tvorbom novih polipa na tijelu, ali i spolno.

## Regeneracija
Hidre imaju zapanjujuću sposobnost regeneracije. Umjesto "popravljanja" oštećenih stanica, one se neprekidno zamjenjuju tako, da se matične stanice dijele, i djelomično diferenciraju. Tijekom pet dana, hidra se praktički potpuno obnovi. Sposobnost zamjene čak i živčanih stanica do danas nije zamijećena niti kod jedne druge vrste životinja, aiko se kod hidre radi o vrlo primitivnim živčanim stanicama. U dobrim uvjetima u okolišu, hidra može živjeti beskonačno. Smrt hidre može prouzročiti jedino neka katastrofa.
Hidra ima još jednu osobitost. Njene stanice, ako ih se razdvoji, mogu se ponovo spojiti ili iz njih ponovo naraste novi polip. Još jedan djelić veličine 1/200 mase odraslog polipa može ponovo u cijelosti narasti u novog polipa. Smatra se, da ovo njeno svojstvo, kad ga se dovoljno prouči, može biti od velikog značenja u nanotehnologiji.

## Vrste
1. Hydra baikalensis Swarczewsky, 1923
2. Hydra beijingensis Fan, 2003
3. Hydra canadensis Rowan, 1930
4. Hydra cauliculata Hyman, 1938
5. Hydra circumcincta Schulze, 1914
6. Hydra daqingensis Fan, 2000
7. Hydra ethiopiae Hickson, 1930
8. Hydra hadleyi (Forrest, 1959)
9. Hydra harbinensis Fan & Shi, 2003
10. Hydra hymanae Hadley & Forrest, 1949
11. Hydra iheringi Cordero, 1939
12. Hydra intaba Ewer, 1948
13. Hydra intermedia De Carvalho Wolle, 1978
14. Hydra japonica Itô, 1947
15. Hydra javanica Schulze, 1927
16. Hydra liriosoma Campbell, 1987
17. Hydra madagascariensis Campbell, 1999
18. Hydra magellanica Schulze, 1927
19. Hydra mariana Cox & Young, 1973
20. Hydra minima Forrest, 1963
21. Hydra mohensis Fan & Shi, 1999
22. Hydra oligactis Pallas, 1766
23. Hydra oregona Griffin & Peters, 1939
24. Hydra oxycnida Schulze, 1914
25. Hydra paludicola Itô, 1947
26. Hydra paranensis Cernosvitov, 1935
27. Hydra parva Itô, 1947
28. Hydra plagiodesmica Dioni, 1968
29. Hydra polymorpha Chen & Wang, 2008
30. Hydra robusta (Itô, 1947)
31. Hydra rutgersensis Forrest, 1963
32. Hydra salmacidis Lang da Silveira, Souza-Gomes & de Souza e Silva, 1997
33. Hydra sinensis Wang, Deng, Lai & Li, 2009
34. Hydra thomseni Cordero, 1941
35. Hydra umfula Ewer, 1948
36. Hydra utahensis Hyman, 1931
37. Hydra viridissima Pallas, 1766
38. Hydra vulgaris Pallas, 1766
39. Hydra zeylandica Burt, 1929
40. Hydra zhujiangensis Liu & Wang, 2010